# Regionalflughafen Elmira Corning

i8
i11
i13
Der Elmira Corning Regional Airport (IATA-Code: ELM, ICAO-Code: KELM) ist ein öffentlicher Flughafen, 11 km nordwestlich von Elmira und 13 km von Corning im Chemung County, New York in den Vereinigten Staaten.

## Flughafendaten
Er hat zwei Asphaltpisten: eine mit 2439 m Länge und 46 m Breite und eine mit 1647 m Länge und 46 m Breite sowie eine Erdpiste mit 615 m Länge und 46 m Breite. Die Fläche des Flughafens beträgt 291 ha. Die Seehöhe beträgt 291 m.

## Geschichte
Im Jahr 1927 pachtete American Airways etwa 100 Hektar Ackerland in Big Flats, um als Notflugplatz entlang seiner Route New York-Buffalo zu dienen. Die Fluggesellschaft gab 30.000 US-Dollar für die Vorbereitung von zwei 2700 Fuß langen Landebahnen aus. Die Einweihung des Flugplatzes fand am 10. September desselben Jahres statt, wobei 4000 Zuschauer auf einer eigens errichteten Tribüne einen Luftkarneval mit 25 „modernen“ Flugzeugen verfolgten. Zu Beginn der 1930er-Jahre wurden die Landebahnen zweimal täglich von Express- und Passagierflugzeugen für zehnminütige Zwischenstopps zum Auftanken genutzt.
Während des Zweiten Weltkriegs beschlagnahmte das Verteidigungsministerium den Flugplatz für militärische Zwecke. Zu Beginn des Krieges erklärte das Militär das Gelände jedoch für überzählig und bot es dem Chemung County an, der die 340 Acres (138 ha) Land kaufte. Mit Mitteln der Civil Aeronautics Authority baute der Landkreis drei Start- und Landebahnen mit befestigter Oberfläche, mehrere Rollspuren und Leitlichter. Der Flughafen Chemung County wurde am 1. Januar 1944 offiziell eröffnet.
Seit seiner Gründung haben Dutzende verschiedener Fluggesellschaften den Flughafen angeflogen und wieder verlassen. 1945 flog Pennsylvania Central Airlines Douglas DC-3 von Elmira nach Washington, Philadelphia und Buffalo. Ein Jahr später kamen Empire Intra-State Airlines und American Airlines zum Flughafen. Im Jahr 1947 forderte American Airlines den Flughafen auf, die Start- und Landebahnen zu verlängern, um den schwereren Passagierflugzeugen gerecht zu werden. Mohawk Airlines flog in den 1960er Jahren von Elmira aus, ebenso wie United Airlines.
Im Jahr 1983 wurde der Name der Anlage von Chemung County Airport in Elmira-Corning Regional Airport geändert. Ab 1989 wurden die Einrichtungen am Flughafen erneut renoviert und erweitert. Im Jahr 1991 wurde ein neues 60.000 sqft. (5575 m²) großes Passagierterminal eröffnet, das nach Glenn S. Banfield benannt wurde, dem ersten Manager des Flughafens, als der Landkreis 1944 den Betrieb übernahm.
Zu Anfang der 2000er Jahre flogen Continental Connection (durchgeführt von CommuteAir) mit Beechcraft 1900 nach Binghamton, Boston und Ithaca; Northwest Airlink (durchgeführt von Mesaba Airlines) mit Saab 340 nach Detroit; US Airways mit Fokker 100 nach Ithaca und Pittsburgh und US Airways Express mit De Havilland Dash 8-100/200 und Dornier 328 nach Boston, Ithaca, Philadelphia und Pittsburgh. Ab etwa 2005 gab von Continental Connection zusätzlich die Verbindungen nach Cleveland und Rochester.
American Airlines verließ den Flughafen 2017. Im Jahr 2016 stoppte United Airlines ihren Service am Flughafen kehrte jedoch im April 2018 via CommuteAir mit Flügen zwischen Newark Liberty International Airport und Elmira zurück. United stoppte im Juni 2020 abermals ihren Service. Allegiant Air fliegt mehrere Verbindungen nach Florida.

## Flugbetrieb
Im Jahre 2022 wurden 81.796 Passagiere befördert. Im selben Jahr fanden 17.082 Flugbewegungen statt, davon 1.898 lokale Bewegungen, 5.120 Zwischenlandungen, 2.305 Air-Taxi-Flüge, 1.982 Frachtflüge und 211 militärische Flüge. In diesem Jahr waren hier 21 einmotorige und 3 zweimotorige Flugzeuge sowie 12 Jetflugzeuge und 1 Hubschrauber stationiert. Ab April 2019 bot United auch zweimal täglich Flüge nach Washington D.C. an.
Die wichtigsten Fluggesellschaften für den Flughafen sind Delta Air Lines und Allegiant Air.

## Zwischenfälle
- Am 23. Juni 1967 stürzte eine BAC 1-11-204 der US-amerikanischen Mohawk Airlines (N1116J) nach einem Feuer und dem Verlust der Hydrauliksysteme nahe Blossburg, Pennsylvania (USA) ab. Alle 34 Insassen starben (siehe auch Mohawk-Airlines-Flug 40).[16]